# ダマスコのイオアン (カンタータ)
カンタータ第1番《ダマスコのイオアン》作品1（ロシア語: «Иоанн Дамаскин»）は、混声四部合唱と大オーケストラのためにセルゲイ・タネーエフが1883年から1884年にかけて作曲した声楽作品。ダマスコの聖イオアンを題材とする。ロシア語名は《イオアン・ダマスキン》と転写出来る。英語由来の転写と慣例表記から《ダマスクスのヨハネ》とも表記される。なお、ヴァシリー・カリンニコフにも、オーケストラと合唱とソリストのための同名のカンタータ《ダマスコのイオアン》があるが、本項ではタネーエフによるものについて説明する。

## 概要
ニコライ・ルビンシテインに献呈された。初演は1884年3月11日にモスクワにおいて、ロシア音楽協会のオーケストラと合唱団によって行われ、大成功を収めた。こんにちでも最も美しいロシア語のカンタータのひとつと認められている。
《ダマスコのイオアン》は、タネーエフがたくさんの試作的な習作を手懸けた後に最初の作品番号を与えた作品であり、いずれにせよ本当に満足感を覚えた最初の作品であった。タネーエフのカンタータとしても最初の作品である。（カンタータ第2番《詩篇を読んで》は、第1番からほぼ30年後の作品である。）
バッハの練達の対位法と西欧的なロマン派音楽、ロシアの伝統的な民謡や教会音楽の重々しさとを結び付けようと試みた作品である。題材は、ダマスコのイオアンによる死者のための祈祷文を翻案した、アレクセイ・トルストイの詩に基づいている。このため本作は、「ロシアのレクィエム」との異名で呼ばれることもある。
以下の3つの楽章から成る。緩やかで厳粛な第1楽章は、長大で沈痛な管弦楽の前奏に始まり、悲壮感のある美しさを帯びていく。
1. Adagio ma non troppo （第1部：「行こう、我の知らぬ道を」）
2. Andante sostenuto （第2部：「だが永遠の眠りにつくまでは」）
3. Fuga （第3部：「終末の日」）